# Најближе најдаљем: изабрана поезија
Најближе најдаљем: изабрана поезија је избор из поезије македонске књижевнице Лидије Димковске (мкд. Лидија Димковска) објављен 2016. године у издању "Књижевне општине Вршац" из Вршца у оквиру Библиотеке Европска награда "Петру Крду".

## О аутору
Лидија Димковска, песникиња, прозна књижевница и преводилац, рођена је 1971. фодине у Скопљу. Докторирала је румунску књижевност на Факултету у Букурешту. Тренутно живи у Љубљани као слободни уметник. Објавила је шест песничких збирки, три романа: Резервни живот (Резервен живот, 2012), Скривена камера (Скриена Камера, 2014) и Но-Уи (2016), дневник (Отаде Л., 2017) и збирку кратких прича Како смо напустили Карла Лиебкнехта (Кога заминав од Карл Либкнехт, 2019). Саставила је и уредила антологију младе македонске поезије, антологију савремене словеначке поезије на македонском језику и антологију књижевности мањина и емиграната у Словенији.

## О књизи
Избор и превод са македонског језика за књигу поезије Најближе најдаљем Лидије Димковске урадио је Душко Новаковић.
Новаковић је избор од 65 песама сачинио из шест књига поезије Лидије Димковске:
- Деца са истока (1992)
- Ватра слова (1994)
- Истрижени нокти (1998)
- Нобел против Нобела (2001)
- pH неутрална о животу и смрти (2009)
- Црно на бело (2016)